# Novedades Carminha
Novedades Carminha fue un grupo musical español de origen gallego de punk y garage rock formado en 2007 y disuelto en 2022. En sus comienzos se hacían llamar Novedades Farinha. En su música se encuentran claras influencias de los grupos punk y garage rock surgidos en el Reino Unido y Estados Unidos a finales de los setenta así como de ciertas bandas españolas de los años ochenta (Siniestro Total, Pegamoides, etc.).
El nombre del grupo es un homenaje a "Carminha" y su tienda de lencería (“todo muy íntimo y calentito”) situada en la zona vieja de Santiago de Compostela.
Su estilo contiene desde melodías atractivas con sentido del humor, hasta la simpleza de cuatro riffs de guitarra y estribillos mordaces. Sus potentes directos son buena prueba de que el grupo consigue crear una atmósfera propicia para que el público participe y se sienta parte activa del espectáculo.

## Trayectoria
Tras sus comienzos colaborando bandas como Los Iribarnes y Ataque Escampe, a principios de 2008 grabaron su primera maqueta, "Grandes éxitos", en los estudios Pousada Son en Ames (La Coruña). Ese mismo año publicaron la canción "Vai ao caralho" en el recopilatorio "Matado por la muerte", publicado por Bowery Records.
En el 2009 lanzan su primer largo,  "Te Vas con Cualquiera" (Lixo Urbano / Rumble) saliendo al mercado en formato CD y en LP editado por Bowery Records. En la edición CD se incluyen tres cortes extra sacados de su primera maqueta, “Dame de beber”, “I love catholic girls” y “No te vuelvas portar mal”. Ese mismo año participaron con la canción "Mata ao teu pai" en el recopilatorio "Vozes novas", un disco en el que aparecen junto a otros 18 grupos gallegos.
Ya en 2010, publicaron con Bowery Records un EP de 7 pulgadas con cuatro canciones, "Sinceramente carminha", e incluyeron la canción "Santiago Apóstol" en el recopilatorio "Galician Bizarre".
Su siguiente largo, “Jódete y Baila” (Lixo Urbano), llega en abril de 2011. Enfocando su sonido a ritmos más garage y bailones, grabado en los estudios Tigruss de Gandía (Valencia) y masterizadas por Michael Tucci en los estudios Masterdisk de Nueva York.
También en 2011, colaboraron con una versión de la canción "Yo quiero ser Alaska" (de Los Ratones) en "Never trust a punk, volumen III", un recopilatorio publicado por Rumble Records.
En 2014 firman con Ernie y llega su tercer disco, "Juventud Infinita" que contiene diez nuevas canciones producidas por Ángel Kaplan (Doctor Explosión, Bubblegum, Peralta) en Gijón y masterizado por Noel Summerville (The White Stripes, Black Lips, My Bloody Valentine...) en su estudio de Londres.
"Campeones del mundo"  (Ernie Records) que ve la luz en marzo de 2016, que apuesta por el rock and roll de baile, incorporando nuevos elementos a su sonido. Versionan a uno de los clásicos de la música tropical, parafrasean a Los Chichos, se acercan al bolero-rock... en diez temas que suponen un punto y aparte en la trayectoria del grupo. Fue grabado en los Estudios La Mina de Sevilla.
En septiembre de 2016 estrenan el primer videoclip pornográfico en España para su tema Ritmo en la sangre  protagonizado por los actores Amarna Miller y Sylvan.
En mayo de 2019 se estrena El increíble finde menguante, película que cuenta con tres temas de su discografía: "Te quiero igual", "El vivo al baile" y "Juventud infinita".
En junio de 2021 publicaron nuevo single, ‘Típica Cara’, el primer adelanto del que será su sexto álbum de estudio.
El 21 de marzo de 2022, anunciaron un parón indefinido en su actividad artística después de 14 años de andadura y cinco discos "para tomar aire, coger fuerzas" y, llegado el caso, "poder vernos de nuevo". En 2023, Carlos Pereiro publicó su primer álbum en solitario como Carlangas.

## Miembros
- Carlos Pereiro "Carlangas": guitarra y voz principal.
- Adrián Díaz Bóveda "Jarri": bajo y voces.
- Xavi G. Pereiro: batería y voces.
- Anxo Rodriguez Ferreira: guitarra, teclado electrónico, sampleos y voces.

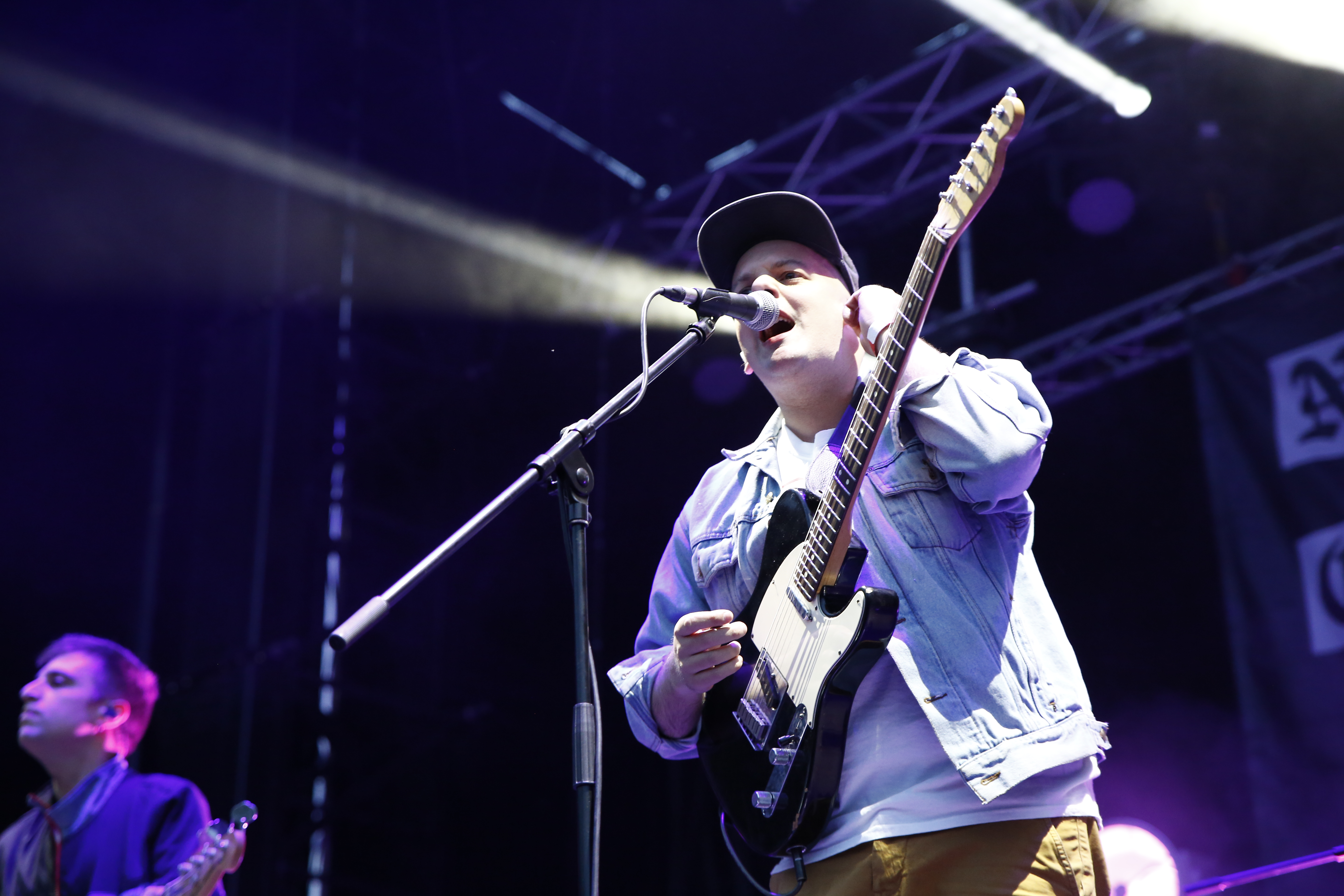
Carlos Pereiro "Carlangas"
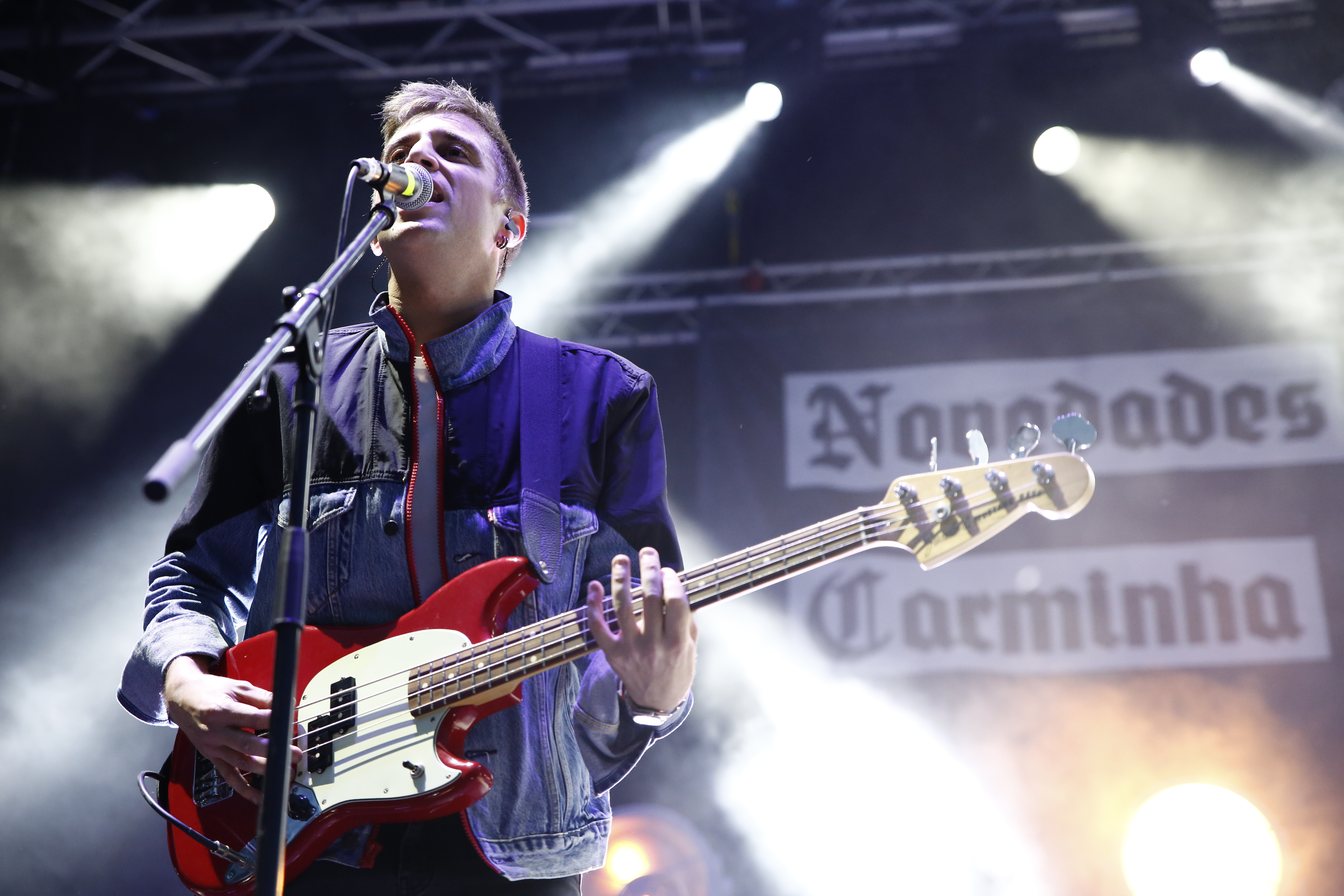
Adrián Díaz Bóveda "Jarri"
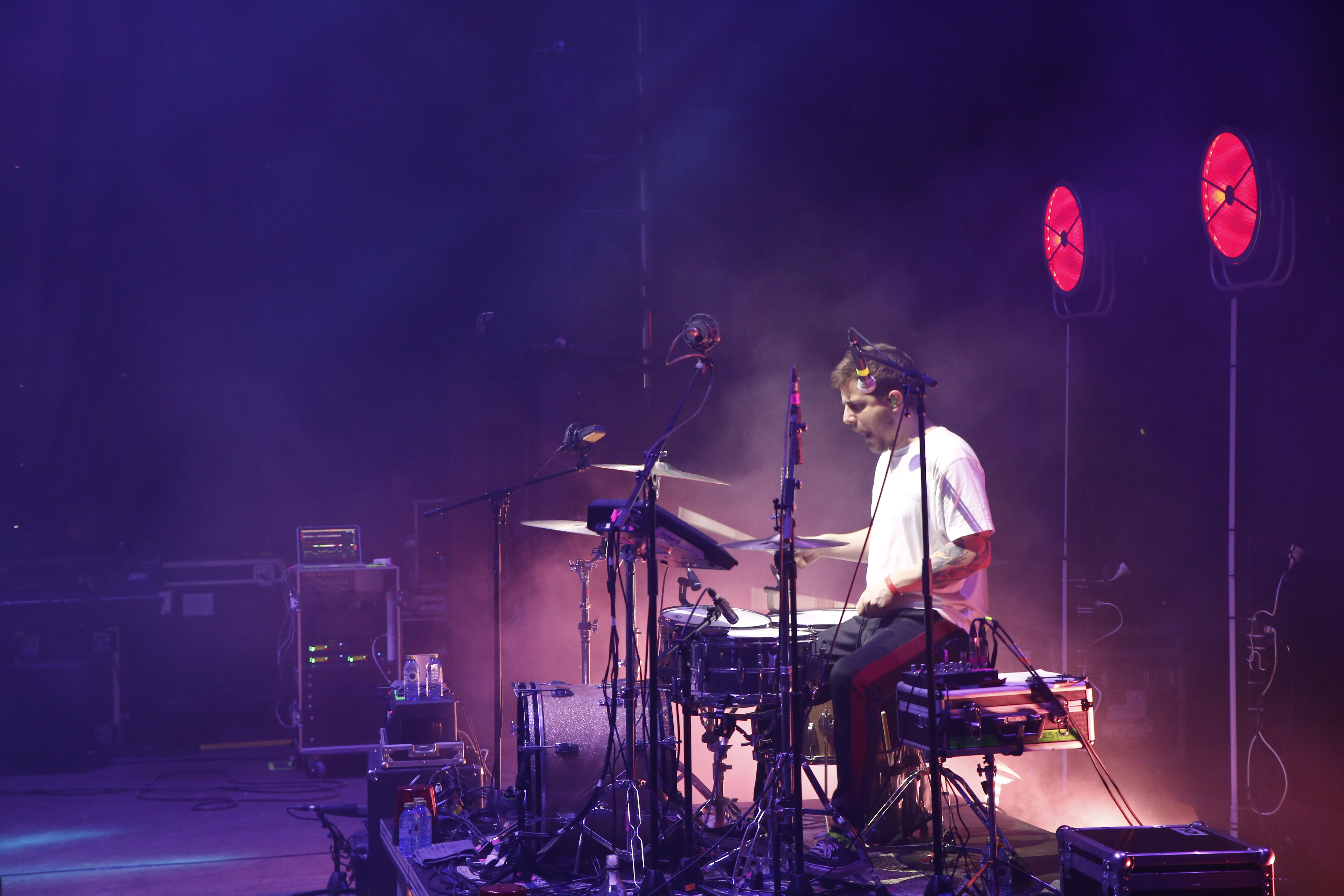
Xavi G. Pereiro
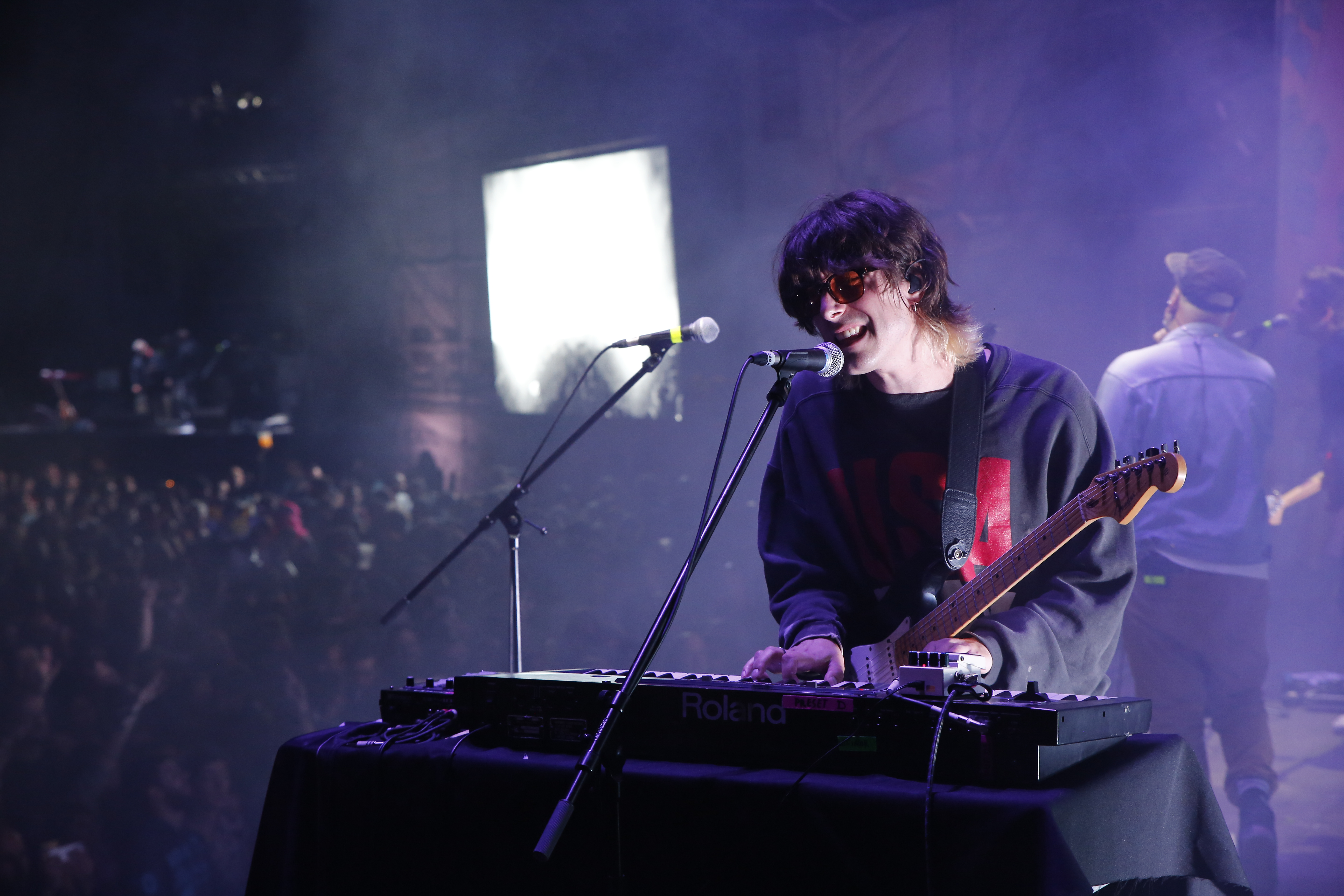
Anxo Rodriguez Ferreira

## Discografía
- 2008 - Grandes éxitos (Casete maqueta) - Autoedición
- 2009 - Te vas con cualquiera - Lixo Urbano / Rumble Records

- 2009 - Te vas con cualquiera (LP de vinilo de 12 pulgadas) - Bowery Records
- 2010 - Sinceramente Carminha (EP de vinilo de 7 pulgadas) -  Bowery Records
- 2011 - Jódete y baila - Lixo Urbano
- 2014 - Juventud infinita - Ernie Records
- 2016 - Campeones del mundo - Ernie Records
- 2019 - Ultraligero - Ernie Records

### Colaboraciones
- 2008 - "Vai ao caralho" en el recopilatorio "Matado por la muerte" - Publicado por Bowery Records.
- 2009 - "Mata ao teu pai" en el recopilatorio "Vozes novas" - Publicado por Komunikando.net y Novas Da Galiza
- 2010 - Santiago Apóstol" en el recopilatorio "Galician Bizarre".
- 2011 - "Yo quiero ser Alaska" (de Los Ratones) en "Never trust a punk, volumen III" - Publicado por Rumble Records.
- 2019 - "Ya no te veo" (Dellafuente)

### Singles
- 2019 - Hay un Sitio Pa Ti
- 2019 - ¿Que mal vai ter? (B.S.O. da adaptación teatral de Fariña)
- 2020 - Mucho Nivel
- 2021 - Típica Cara